# Chilenen
|                                                                                                  |         |
| Gesamtbevölkerung                                                                                |         |
| 19.212.362                                                                                       |         |
| Regionen mit bedeutender Bevölkerung                                                             |         |
| Chile: 18.175.016                                                                                |         |
| Argentinien                                                                                      | 439.582 |
| Vereinigte Staaten                                                                               | 138.969 |
| Spanien                                                                                          | 106.060 |
| Schweden                                                                                         | 56.138  |
| Kanada                                                                                           | 45.190  |
| Australien                                                                                       | 37.608  |
| Frankreich                                                                                       | 30.325  |
| Brasilien                                                                                        | 26.039  |
| Venezuela                                                                                        | 23.296  |
| Deutschland                                                                                      | 19.702  |
| Italien                                                                                          | 16.069  |
| Norwegen                                                                                         | 10.083  |
| Vereinigtes Königreich                                                                           | 9.000   |
| Portugal                                                                                         | 8.400   |
| Mexiko                                                                                           | 6.404   |
| Niederlande                                                                                      | 4.413   |
| Neuseeland                                                                                       | 2.959   |
| Dänemark                                                                                         | 2.522   |
| Südafrika                                                                                        | 1.000   |
| Andere Länder                                                                                    | 125.324 |
| Sprachen                                                                                         |         |
| Chilenisches Spanisch                                                                            |         |
| Religion                                                                                         |         |
| Überwiegend christlich: - Katholisch (55 %) - Protestanten (16 %) - Minderheit unreligiös (25 %) |         |

Chilenen (spanisch: Chilenos) sind Menschen, die sich mit dem Land Chile identifizieren. Diese Identifikation kann auf verschiedenen Ebenen erfolgen, darunter Wohnort, rechtliche Zugehörigkeit, historische, ethnische oder kulturelle Verbindungen. Für die meisten Chilenen besteht ihre chilenische Identität aus mehreren oder allen dieser Verbindungen zusammen. Chile ist eine Gesellschaft, die mehrere Sprachen und Kulturen umfasst, jedoch spricht die überwiegende Mehrheit der Chilenen Spanisch als Muttersprache und hat einen christlichen Hintergrund oder ist Christ. Aus diesem Grund betrachten viele Chilenen ihre Nationalität nicht als gleichbedeutend mit ihrer ethnischen Zugehörigkeit, sondern als ihre Staatsbürgerschaft und ihre Zugehörigkeit zu Chile. Die überwiegende Mehrheit der Chilenen ist das Ergebnis einer Vermischung zwischen europäischen ethnischen Gruppen (vor allem Spaniern und Basken) und den indigenen Völkern, die in Chiles heutigem Territorium ansässig sind, insbesondere der Mapuche.
Es gibt eine starke Verbindung zwischen dem Verhältnis der europäischen und indigenen genetischen Komponenten eines Chilenen und seiner sozioökonomischen Lage. Es gibt ein ausgeprägtes Spektrum, das von den unteren Klassen mit einem hohen Anteil an indigenem Erbe bis zu den oberen Klassen mit einem überwiegenden europäischen Erbe reicht. Die indigene Abstammung, sei es kulturell oder genetisch, ist am stärksten ausgeprägt in ländlichen Gebieten und in kulturellen Aspekten wie der chilenischen Küche und Sprache. Obwohl Einwanderer nach der Unabhängigkeit nie mehr als 2 % der Bevölkerung ausgemacht haben, gibt es heute Hunderttausende Chilenen mit deutscher, britischer, französischer, kroatischer, italienischer oder palästinensischer Abstammung, die jedoch oft auch mit anderen Gruppen innerhalb der chilenischen Bevölkerung vermischt sind.
Obwohl die Mehrheit der Chilenen in Chile lebt, haben bedeutende Gemeinschaften in verschiedenen Ländern ihren Ursprung, insbesondere in Argentinien, den Vereinigten Staaten, Australien und Kanada sowie in Ländern der Europäischen Union. Obwohl sie eine kleine Anzahl ausmachen, sind Chilenen auch ein wichtiger Teil der permanenten Bevölkerung der Falklandinseln.